# Wojciech Jaruzelski

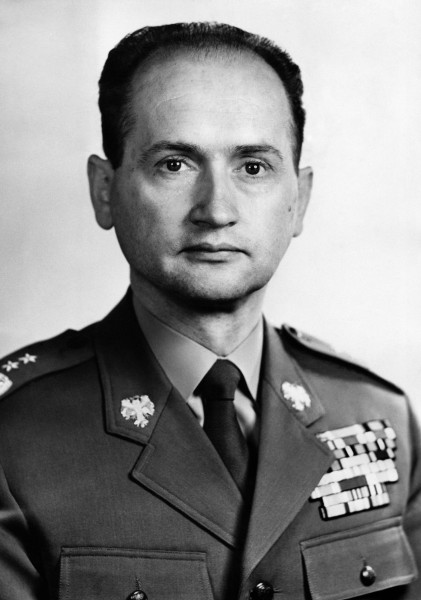
Wojciech Jaruzelski (1968)

Wojciech Witold Jaruzelski [ˈvɔjtɕɛx ˈvʲitɔlt jaruˈzɛlskʲi] (anhörenⓘ) (* 6. Juli 1923 in Kurów bei Lublin; † 25. Mai 2014 in Warschau) war ein polnischer Politiker und General. Er war von 1968 bis 1983 der am längsten amtierende Verteidigungsminister der Volksrepublik Polen. Nach seiner Ernennung zum Vorsitzenden der Polnischen Vereinigten Arbeiterpartei (PZPR) war er zugleich von 1981 bis 1985 Ministerpräsident sowie von 1985 bis 1989 Staatsratsvorsitzender der Volksrepublik Polen. Während der Wendejahre bekleidete er von 1989 bis 1990 das wiedereingeführte Amt des Staatspräsidenten. Nicht nur wegen des von ihm ausgerufenen Kriegsrechts in Polen, sondern auch aufgrund der Konzentration mehrerer politischer und militärischer Ämter auf seine Person, galt er zeitweise als eine der mächtigsten Persönlichkeiten des damaligen Ostblocks.

## Leben

### Bis zum Ende des Zweiten Weltkrieges
Jaruzelski entstammte dem polnischen Kleinadel mit Grundbesitz in Masowien und Podlachien. In seinem patriotisch geprägten Elternhaus genoss er zusammen mit seiner jüngeren Schwester zudem eine streng katholische Erziehung. Sein Großvater väterlicherseits, nach dem er benannt worden war, hatte im Januaraufstand gegen die russischen Besatzungstruppen gekämpft und acht Jahre in der sibirischen Verbannung verbracht. Sein Vater war wiederum ein Veteran des Polnisch-Sowjetischen Krieges. 1925 zog die Familie nach Trzeciny unweit von Białystok, schickte den Sohn jedoch ab 1933 ans Marianeninternat in Warschau.
Nach dem Überfall Deutschlands auf Polen floh seine Familie im September 1939 zunächst auf ihren Landsitz in Lida. Der kurz darauf erfolgten Sowjetischen Besetzung Ostpolens entging sie mit einer Flucht nach Litauen, wo sie in Vinkšnupiai unweit von Marijampolė bei Bekannten unterkam. Nach dem Einmarsch der Roten Armee in Litauen wurde sie im Juni 1941 von der Sowjetischen Geheimpolizei (NKWD) ins Altaigebirge deportiert. Jaruzelski und sein Vater hatten dort schwere Zwangsarbeit zu leisten, während der er im Winter eine Schneeblindheit erlitt, durch die die Hornhaut seiner Augen dauerhaft geschädigt wurde; aus diesem Grund trug er später in der Öffentlichkeit meist eine dunkle Brille. Während sein Vater zu Lagerarbeit an den Jenissei geschickt wurde, gelang Jaruzelski zusammen mit seiner Mutter und der Schwester die Flucht nach Bijsk, wo er Arbeit als Holzfäller fand und in einer Bäckerei aushalf. In Bijsk trafen sie auch wieder auf den Vater, der jedoch schwer erkrankte und im Juni 1942 verstarb.
Im Juli 1943 schloss sich Jaruzelski den Polnischen Streitkräften in der Sowjetunion unter dem Oberbefehl von Władysław Anders an. Als Offizier kämpfte er unter Zygmunt Berling im Zweiten Weltkrieg und erreichte im Januar 1945 Warschau sowie im Juni desselben Jahres Berlin. Die Kapitulation der Wehrmacht erlebte er in Nauen, wurde anschließend jedoch zurück nach Polen beordert und bei der Niederschlagung der Ukrainischen Aufständischen Armee eingesetzt. Um seine militärische Ausbildung zu vervollständigen, wurde er 1947 an die Polnische Infanteriehochschule sowie die Generalstabsakademie eingeschrieben. Dort verpflichtete er sich auch als Zuträger des Militärgeheimdienstes.

### In der Volksrepublik Polen

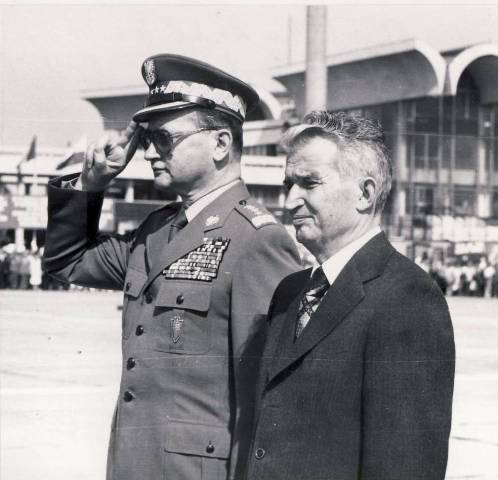
Jaruzelski mit Nicolae Ceaușescu

Jaruzelski trat 1947 der Polnischen Vereinigten Arbeiterpartei (PZPR), der Nachfolgeorganisation der Polnischen Kommunistischen Partei, bei. Einer seiner Förderer war Konstantin Rokossowski, Marschall von Polen und Oberbefehlshaber der in Polen stationierten sogenannten Nordgruppe der Sowjetarmee.

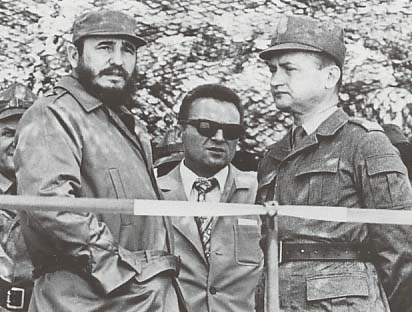
Jaruzelski (rechts) mit Fidel Castro

Gerade 33 Jahre alt, wurde Jaruzelski 1956 zum jüngsten polnischen General befördert. 1964 wurde er Mitglied des Zentralkomitees der PZPR und 1968 schließlich von Władysław Gomułka zum Verteidigungsminister ernannt. Ebenfalls 1968 war er an der „Säuberung“ der Polnischen Volksarmee im Rahmen der antisemitischen Hetzkampagne Mieczysław Moczars sowie am Einmarsch der Staaten des Warschauer Paktes zur Beendigung des Prager Frühlings führend beteiligt.

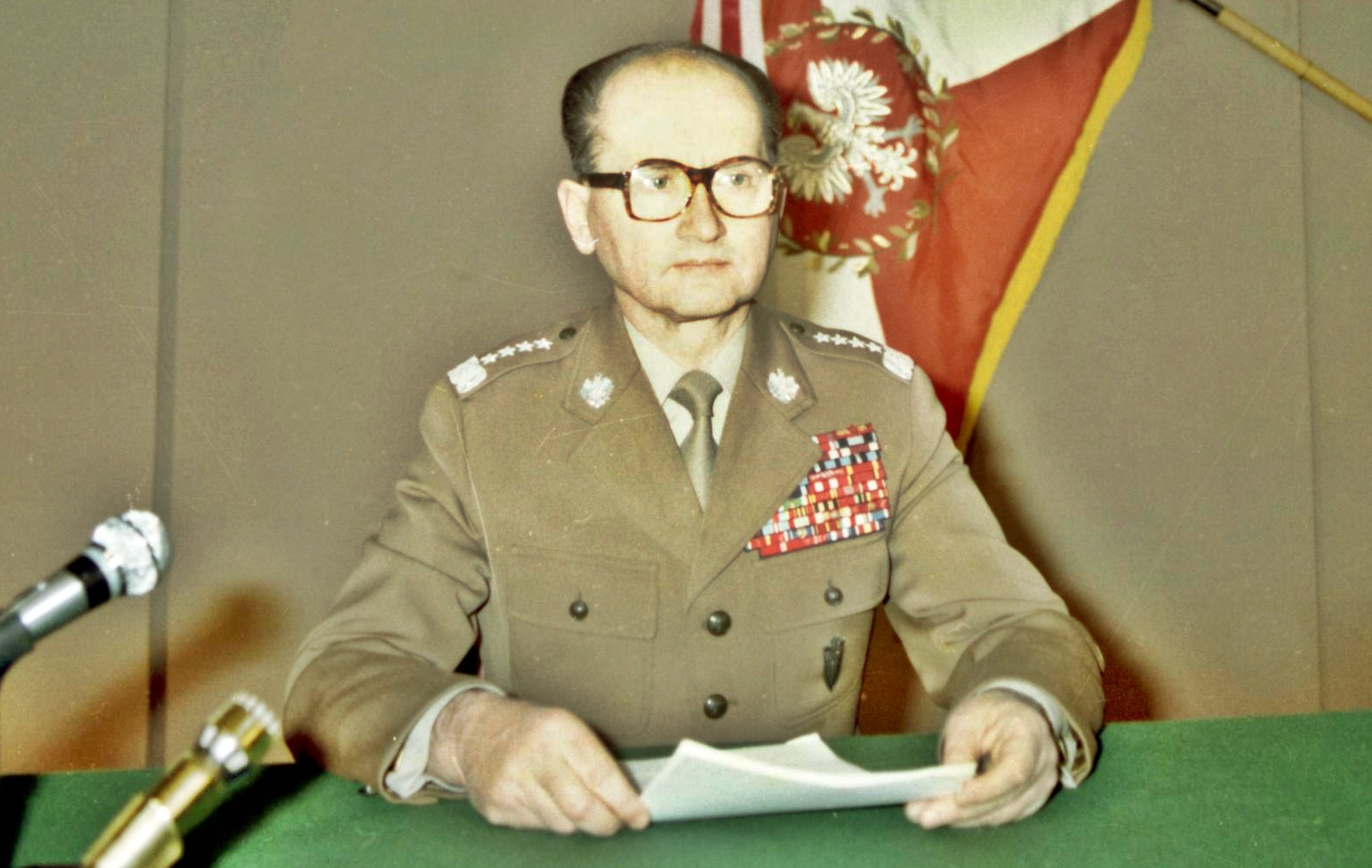
Jaruzelski beim Ausrufen des Kriegsrechts 1981

1981, als Lech Wałęsas Gewerkschaft Solidarność begann, nationale und internationale Bekanntheit zu erlangen, wurde Jaruzelski am 11. Februar Ministerpräsident Polens und am 18. Oktober, als Stanisław Kania nach Kritik an seiner Parteiführung während einer Tagung des Zentralkomitees zurückgetreten war, dessen Nachfolger als Erster Sekretär des ZK der PZPR. Am 13. Dezember verhängte er das Kriegsrecht, um den wachsenden Einfluss der Solidarność zu brechen und weil diese für den 17. Dezember Massendemonstrationen geplant hatte.
Allerdings misslang das Vorhaben Jaruzelskis, durch eine Politik der massiven Repression die Solidarność zu zerschlagen und innenpolitische Stabilität herzustellen. Die Gewerkschaft wirkte im Untergrund weiter. Jaruzelski blieb bis zum 6. November 1985 Ministerpräsident Polens; danach folgte ihm Zbigniew Messner (siehe Liste der Ministerpräsidenten Polens). In den Jahren von 1985 bis 1989 war er Staatsratsvorsitzender.
Nach einer Welle von Streiks sowie den Verhandlungen am Runden Tisch musste im April 1989 die Solidarność wieder anerkannt werden; sie gewann am 4. Juni die maximale Anzahl der ihr in den teilweise freien Wahlen zugestandenen Plätze. Aufgrund des am Runden Tisch erzielten Kompromisses mit der Opposition war Jaruzelski vom Juli 1989 bis zum Dezember 1990 Staatspräsident. Bei seiner Wahl am 19. Juli 1989 erhielt er lediglich eine Stimme mehr als die geforderte Mehrheit. Er drängte im April 1990 den sowjetischen Staats- und Parteichef Michail Gorbatschow mit Erfolg dazu, die sowjetische Täterschaft am Massaker von Katyn einzugestehen, nachdem er zuvor die offizielle Lesart verteidigt hatte, nach der Deutsche die Täter waren. Sein Amtsnachfolger wurde im Dezember 1990 Lech Wałęsa.

### In der III. Polnischen Republik

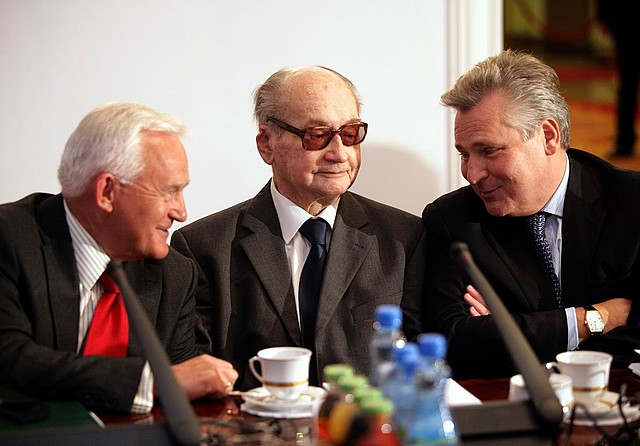
Jaruzelski mit Leszek Miller (links) und Aleksander Kwaśniewski (2010)

Gegen Jaruzelski, Czesław Kiszczak (damals Leiter des militärischen Sicherheitsdienstes), Stanisław Kania (ehemaliger Generalsekretär des Zentralkomitees der PZPR) und sechs andere damals Verantwortliche des Militärrats der Nationalen Errettung wurde am 17. April 2007 am Bezirksgericht Warschau ein Verfahren eröffnet. Staatsanwälte des für die Aufarbeitung nationalsozialistischer und kommunistischer Verbrechen zuständigen Instituts für Nationales Gedenken (IPN) in Kattowitz hatten zuvor zweieinhalb Jahre lang gegen die Angeklagten ermittelt, und am 31. März 2006 wurde Anklage wegen kommunistischer Verbrechen gegen sie erhoben. Jaruzelski, der am 13. Dezember 1981 das Kriegsrecht verhängt hatte, drohte im Falle einer Verurteilung wegen „Leitung einer verbrecherischen Organisation“ eine Haftstrafe von bis zu zehn Jahren.
Im November 1997 wurde bekannt, dass General Jaruzelski vor Ausrufung des Kriegsrechts 1981 bei der Sowjetunion um militärisches Eingreifen im Notfall gebeten hatte. Im Dezember 2009 wurde dies erneut thematisiert, weil es Hochverrat hätte bedeuten und eine wichtige Rolle im seit September 2008 laufenden Gerichtsverfahren gegen Jaruzelski, in dem seine Verantwortung an den Kriegsrechtsverbrechen geklärt werden sollte, spielen können.

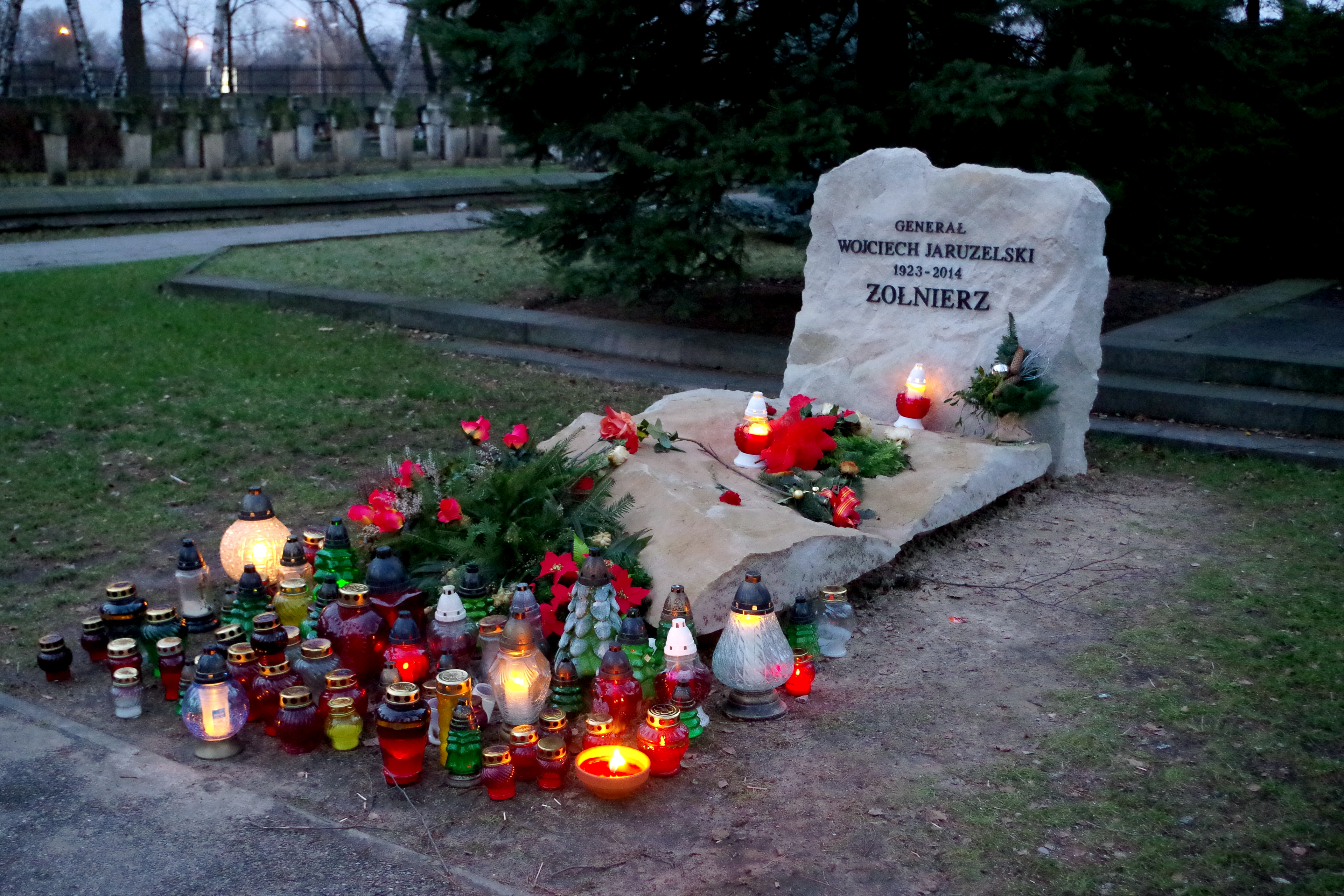
Jaruzelskis Grabstätte (2015)

### Privates
Jaruzelski heiratete 1960 Barbara, eine promovierte Germanistin. Er sagte seiner Tochter Monika, Barbara sei die einzige Frau, die er je näher kennengelernt hatte. Die Tochter wurde Journalistin einer Mode- und Lifestyle-Zeitschrift und schrieb das autobiographische Buch Towarzyszka Panienka („Genossin Fräulein“), in dem sie ihre Jugend- und Studentenjahre als Tochter des „meistgehassten Mannes im Lande“ schilderte.
Im Februar 2008 wurde bekannt, dass Jaruzelski erkrankt war. Wegen einer schweren Lungenentzündung und Herzproblemen wurde er in einem Warschauer Militärkrankenhaus behandelt. Im März 2011 wurde bei ihm ein Lymphom diagnostiziert. Jaruzelski starb am 25. Mai 2014, wenige Wochen vor seinem 91. Geburtstag, in Warschau. Nach seiner Einäscherung fand das Begräbnis seiner Urne am 30. Mai auf dem Warschauer Powązki-Friedhof statt.

## Rezeption
Die Debatte über Jaruzelskis Rolle in der polnischen Geschichte war lebhaft. Als Pensionär in Warschau nahm er daran regen Anteil. Insbesondere war umstritten, inwieweit die Verhängung des Kriegsrechts 1981 durch Druck seitens der Sowjetunion bedingt war. Aus Moskauer Sicht soll eine Zuspitzung der Lage in Polen nicht länger hinnehmbar gewesen sein und hätte schlimmstenfalls ein Eingreifen wie 1968 in der ČSSR oder 1956 in Ungarn zur Folge gehabt: So gesehen war die Verhängung des Kriegsrechts durch Jaruzelski die „nationale Lösung des polnischen Problems“. Des Weiteren wurde diskutiert, ob die friedliche Machtübergabe ab 1989 von Jaruzelski mit betrieben wurde oder ob er sie ausschließlich wegen des inneren (Solidarność, drohender Staatsbankrott und Agonie) und äußeren Drucks (Perestroika in der UdSSR) geschehen lassen musste.
Jaruzelski entschuldigte sich im August 2005 während einer öffentlichen Diskussionsrunde in Prag für die Beteiligung der polnischen Streitkräfte an der Niederschlagung des Prager Frühlings.

## Ehrungen (Auswahl)
Volkspolen:
- Silbernes Kreuz des Virtuti Militari
- Orden Polonia Restituta (Ritterkreuz)
- Medaille „Für die Teilnahme an den Kämpfen um Berlin“
- Medaille für Oder, Neiße, Ostsee

Ausland:
- 1967: Kommandeurskreuz des belgischen Kronenordens
- 1968, 1983: Leninorden
- 1973: Orden der Oktoberrevolution
- 1975: Scharnhorst-Orden
- 1976: Großkreuz des Ordens des Infanten Dom Henrique
- 1983: Karl-Marx-Orden
- 1983: bulgarischer Georgi-Dimitrov-Orden
- 1983: kubanischer José-Martí-Orden
- 1987: Großkreuz des griechischen Heiligen-Erlöser-Ordens
- 1989: Offizier der französischen Ehrenlegion
- 1989: Großkreuz des Verdienstordens der Italienischen Republik
- 1989: Collane des Finnischen Ordens der Weißen Rose

## Veröffentlichungen
- Ausgewählte Reden 1981 bis 1984. (Übersetzt von Ruth Brümmer), Dietz, Berlin 1985.
- Rede des Ersten Sekretärs des ZK der Polnischen Vereinigten Arbeiterpartei und Vorsitzenden des Staatsrates der Volksrepublik Polen, Gen. Wojciech Jaruzelski, auf der Tagung des PBA der Teilnehmerstaaten des Warschauer Vertrags. Bukarest, 7.–8. Juli 1989. (SAPMO, DC20/I/3/2840, online im Parallel History Project)
- Mein Leben für Polen. Erinnerungen. Mit einem Gespräch zwischen Wojciech Jaruzelski und Adam Michnik. Autobiografie (Originaltitel: Les chaînes et le refuge übersetzt von Hans Kray), Piper, München / Zürich 1993, ISBN 3-492-03506-X.
- Hinter den Türen der Macht. Der Anfang vom Ende einer Herrschaft (Originaltitel: Stan wojenny dlaczego, von Ekkehard Grube). Militzke, Leipzig 1996, ISBN 3-86189-089-5.